# Turaniellidae
Famille
Les  Turaniellidae sont une famille de Ciliés de la classe des Oligohymenophorea et de l’ordre des Hymenostomatida.

## Étymologie
Le nom de la famille vient du genre type Turaniella, composé du suffixe turan (en référence à l'ancien nom de genre Turania Brodsky, 1925), et du suffixe iella, utilisé comme diminutif. Le préfixe Turan fait sans doute référence à une région d'Asie centrale dans laquelle a été découvert ce cilié, ce dernier ayant été décrit dans le Turkestan,.

## Description
Les Turaniellidae ont une taille petite (< 80 μm) à grande (> 200 μm). Leur forme est allongée-ovoïde, parfois effilée vers l'arrière. Il vivent en natation libre. Leur ciliation somatique est holotriche (c. à d. uniforme), avec des cinétiques ventrales droites courbées vers la gauche, se tordant vers l'avant de la région buccale, parfois brusquement, pour s'étendre parallèlement à la suture antérieure. Une ou plusieurs kinés somatiques sont interrompues par le bord gauche de la cavité buccale. Les structures buccales sont situées dans la moitié antérieure de la cellule, avec un dikinétidé paroral, dont la partie antérieure est ciliée et dont la partie postérieure est constituée de kinétosomes non ciliés situés sous les extensions (en forme de doigt) de la pellicule de la paroi nervurée, et trois polykinétidés oraux allongés. Leur macronoyau est globulaire à ellipsoïde allongé. Micronoyau, vacuole contractile et cytoprocte (zone anale) sont présents. Ces ciliés sont bactérivores, mais avec un cycle de vie dimorphique chez Turaniella, genre qui présente une forme macrostome carnivore envers d'autres ciliés.

## Habitat et répartition
Les Turaniellidae vivent en eau douce.

## Liste des genres
Selon GBIF (20 novembre 2023) :
- Paracolpidium Ganner & Foissner, 1989
- Turaniella Corliss, 1960 genre type
  - Genre synonyme : Turania Brodsky, 1925
  - Espèce type : Turaniella vitrea (Brodsky, 1925) Corliss, 1960[1]

Selon Lynn (2010) :
- Colpidium Stein, 1860
- Dexiostoma Jankowski, 1967
- Paracolpidium Ganner & Foissner, 1989
- Turaniella Corliss, 1960

## Systématique
Le nom correct de ce taxon est  Turaniellidae Didier, 1971.
D'après E. Aescht, Corliss a substitué le nom du genre type Turaniella, au nom ambigu Turania Brodsky, 1925, lequel était déjà utilisé pour désigner des insectes lépidoptères (Turania Ragonot, 1890 et Turania Bethube-Baker, 1914).